# René Dreyfus
René Dreyfus, född den 6 maj 1905 i Nice, död den 16 augusti 1993 i New York, var en fransk-amerikansk racerförare.
Dreyfus började tävla 1925. Hans bästa resultat som privatförare kom när han vann Monacos Grand Prix 1930. Året därpå blev han proffs och började köra för Maserati. 1933 bytte han stall till Bugatti och 1935 blev det Alfa Romeo hos Scuderia Ferrari.
1937 började Dreyfus köra för Lucy O’Reilly-Schells stall Ecurie Bleue och slog hastighetsrekordet på Autodrome de Linas-Montlhéry med en Delahaye 145. Året därpå tog han sin kanske viktigaste seger när han vann Paus Grand Prix före de närmast oslagbara tyska silverpilarna. Dreyfus vinst fick en extra dimension av det faktum att han var jude. 
När andra världskriget bröt ut tog Dreyfus värvning i franska armén, men han utsågs att representera Frankrike i Indianapolis 500 1940 och efter en överenskommelse med armén åkte han till USA för att tävla. Under tiden i USA ockuperades Frankrike av tyskarna och Dreyfus blev kvar på andra sidan Atlanten. Han gick in i den amerikanska armén och deltog i invasionen av Italien. 
Dreyfus blev amerikansk medborgare 1945 och öppnade restaurang i New York tillsammans med sin bror. Han körde några enstaka biltävlingar i början av 1950-talet.